# باناجيوتيس فلاشوديموس
باناجيوتيس فلاشوديموس (12 أكتوبر 1991 بشتوتغارت في ألمانيا - ) (باليونانية: Παναγιώτης Βλαχοδήμος) هو لاعب كرة قدم يوناني وألماني في مركزي الهجوم والوسط. شارك مع منتخب اليونان تحت 19 سنة لكرة القدم ومنتخب اليونان تحت 21 سنة لكرة القدم. أما مع النوادي، فقد لعب مع إيرغوتيليس وباناثينايكوس وسكودا زانثي ونادي آوغسبورغ ونادي أولمبياكوس ونادي بلاتانياس ونيم أولمبيك وفي إف بي شتوتغارت الثاني.

## وصلات خارجية
- باناجيوتيس فلاشوديموس على موقع الاتحاد الأوربي (الإنجليزية)
- باناجيوتيس فلاشوديموس على موقع رابطة كرة القدم الفرنسية للمحترفين (الإنجليزية)
- باناجيوتيس فلاشوديموس على موقع إي إس بي إن إف سي (الإنجليزية)
- باناجيوتيس فلاشوديموس على موقع قاعدة بيانات كرة القدم.إي يو (الإنجليزية)
- باناجيوتيس فلاشوديموس على موقع بيانات كرة القدم. دي إي (الألمانية)
- باناجيوتيس فلاشوديموس على موقع Soccerway.com (الإنجليزية)
- باناجيوتيس فلاشوديموس على موقع عالم كرة القدم.نت (الإنجليزية)
- باناجيوتيس فلاشوديموس على موقع AS.com (الإسبانية)